# East Syracuse
East Syracuse és una població dels Estats Units a l'estat de Nova York. Segons el cens del 2000 tenia 3.178 habitants.

## Demografia
Segons el cens del 2000, East Syracuse tenia 3.178 habitants, 1.393 habitatges, i 742 famílies. La densitat de població era de 776,6 habitants/km².
Dels 1.393 habitatges en un 30,1% hi vivien nens de menys de 18 anys, en un 30,1% hi vivien parelles casades, en un 15,8% dones solteres, i en un 46,7% no eren unitats familiars. En el 40,2% dels habitatges hi vivien persones soles el 16,8% de les quals corresponia a persones de 65 anys o més que vivien soles. El nombre mitjà de persones vivint en cada habitatge era de 2,28 i el nombre mitjà de persones que vivien en cada família era de 3,09.
Per edats la població es repartia de la següent manera: un 27% tenia menys de 18 anys, un 7,9% entre 18 i 24, un 30,4% entre 25 i 44, un 19,1% de 45 a 60 i un 15,6% 65 anys o més.
L'edat mediana era de 36 anys. Per cada 100 dones de 18 o més anys hi havia 86 homes.
La renda mediana per habitatge era de 28.703 $ i la renda mediana per família de 34.293 $. Els homes tenien una renda mediana de 34.405 $ mentre que les dones 24.875 $. La renda per capita de la població era de 17.066 $. Entorn del 14,3% de les famílies i el 14,7% de la població estaven per davall del llindar de pobresa.